# Кайюсы

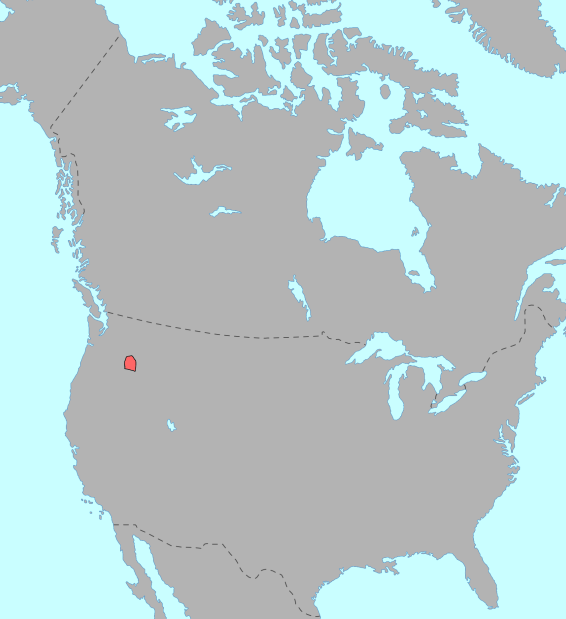
Область обитания кайюсов до контакта с европейцами.

Кайюсы, Cayuse, самоназвание Te-Taw-Keb, букв. «мы, народ» — исчезнувшее индейское племя в Северной Америке.
До контакта с европейцами кайюсы обитали на северо-востоке будущего штата Орегон и соседствовали с племенами юматилла и не-персе. После того, как белые завезли в Америку лошадей, наряду с племенем не-персе кайюсы освоили езду на лошадях и коневодство; в настоящее время несколько лошадиных пород названы в честь этих племён. Союзные отношения этих двух племён изображены в фильме «Вождь Белое Перо».

## История

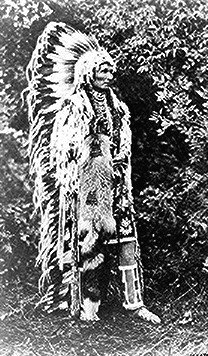
Умапине, или Wakonkonwelasonmi, вождь кайюсов. Сентябрь 1909

До 1840-х гг. кайюсы наводили ужас на более мелкие племена, жившие в той же местности. Также они выступали как посредники в межплеменной торговле. Около 1847 г. эпидемия кори уничтожила большую часть племени, из которого выжило только 400 человек.
Посчитав белых виновными в эпидемии, кайюсы в отместку устроили так называемую «бойню Уитменов», убив миссионера Маркуса Уитмена и его жену Нарциссу, а также взяв в заложники десятки белых, где они подверглись жестокому обращению. Ввиду больших потерь из-за эпидемии, а также продолжающейся борьбы с белыми, кайюсы в конце концов были вынуждены заключить с США мирный договор и переместиться в резервацию Юматилла.

## Современность
В настоящее время племя кайюсов исчезло. Потомки кайюсов присоединились к другим племенам резервации, валла-валла и юматилла, которые входят в состав Конфедеративных племён Юматилла.

## Язык
Язык кайюсов исчез. Он представлял собой изолят, который иногда включали в гипотетическую пенутийскую семью. Уже в 1805 году большинство кайюсов говорило на нижнем диалекте языка не-персе.